# Jean Rousselot
Pour les articles homonymes, voir Rousselot.
Jean Rousselot, né le 27 octobre 1913 à Poitiers et mort le 25 mai 2004 dans les Yvelines, est un poète et un écrivain français.

## Biographie

### Jeunesse
Orphelin issu d'une famille ouvrière, Jean Rousselot doit se satisfaire de brèves études et gagner sa vie dès l'âge de 15 ans. Son beau-père lui fait interrompre ses études. Jean Rousselot entre en qualité d’auxiliaire à la préfecture de la Vienne. Il fait également la rencontre du poète Louis Parrot, alors libraire à Poitiers, de sept ans son aîné et qui devient son ami, son mentor.
En 1931, Jean Rousselot étudie le droit et le latin. Il devient rédacteur à la mairie de Poitiers, puis, après avoir réussi un concours, secrétaire du commissaire de police. Son expérience de la vie, de la condition ouvrière et paysanne comme de la misère et de l’injustice, ont largement contribué à faire son éducation politique et sociale, ainsi qu’à forger son engagement socialiste et humaniste.
Jean Rousselot participe à la revue Jeunesse, créée à Bordeaux en 1932 par Jean Germain et Pierre Malacamp. Avec  Fernand Marc, il fonde la revue Le Dernier Carré, qui accueille notamment Joë Bousquet, qui devient un ami, et aussi Michel Manoll, par qui il entre en contact plus tard avec Jean Bouhier, René Guy Cadou et Lucien Becker. Une nouvelle épreuve le frappe à 20 ans, avec la disparition de ses grands-parents Audin. La même année 1933, à la suite de crachements de sang répétés, le poète est hospitalisé au sanatorium du Rhône, l'un des trois sanatoriums du plateau des Petites-Roches à Saint-Hilaire du Touvet. Un an plus tard, en août 1934, il épouse Yvonne Bafoux. Le couple eut deux filles : Claude et Anne-Marie. Jean Rousselot publie ses deux premiers recueils de poèmes : Poèmes (Les Cahiers de Jeunesse) et Pour ne pas mourir (Les Feuillets de Sagesse).

### Le poète et la guerre
En 1936, Jean Rousselot réussit le concours de commissaire de police. Il est nommé à Rosendaël, près de Dunkerque, puis muté à Vendôme en 1938. Pendant la Seconde Guerre mondiale, il entre en contact avec la Résistance et se sert de sa fonction pour cacher des prisonniers évadés, tout en préservant de son mieux les Juifs.
En 1942, il est nommé commissaire de police à Orléans. Il y poursuit son action de poète-résistant : poèmes, tracts, faux papiers… Il sauve son beau-frère, puis, en 1943, le poète Monny de Boully et sa femme Paulette (mère de Claude et Jacques Lanzmann), arrêtés par la Gestapo.  En février 1943, Jean Rousselot s’engage dans les rangs de La France libre et devient le Capitaine Jean, au sein du réseau Cohors-Asturies. Entre-temps, le poète s’est lié d’amitié avec Paul Éluard et a rencontré Max Jacob en 1942, à Saint-Benoît-sur-Loire. Une forte amitié s’instaure d’emblée entre eux. Le 24 février 1944, Max Jacob est arrêté par la Gestapo. Il meurt le 5 mars 1944 au camp de Drancy. Max Jacob est l’un des deux grands poètes - avec Pierre Reverdy - qui l’ont fortement marqué et influencé, ainsi que ses amis de l’École de Rochefort.
Jean Rousselot rejoint les poètes de Rochefort-sur-Loire dès juin 1940, où cette « école buissonnière », comme la surnomme René Guy Cadou, qui est fondée en 1941, contribue parmi d’autres revues ou groupes à la survie d’une poésie libre et sans complaisance envers Vichy et l’occupant. Jean Rousselot est du groupe dès le début, aux côtés de René Guy Cadou et de Jean Bouhier, auxquels viennent se joindre Michel Manoll, Marcel Béalu, Luc Bérimont, Roger Toulouse, Jean Jégoudez et bien d’autres. Proposant une plate-forme d’envol pour les poètes et la poésie, Rochefort n’a pas de doctrine. La diversité de ses membres est sa richesse. Tous ont en commun l’horreur de la tour d’ivoire, le mépris du parisianisme, la fraternité avec les éléments et le refus du fascisme. René Guy Cadou, mort d’un cancer à 31 ans en 1951, fut l'âme du groupe, avec son lyrisme simple et émerveillé bien que solitaire et tourmenté. Jean Rousselot ne ménagea jamais ses efforts pour faire accéder l’œuvre de René Guy Cadou à la reconnaissance. Durant cette période, le poète publie L’Homme est au milieu du monde (Fontaine, 1940), Instances (Cahier de l’École de Rochefort, 1941), Le Poète restitué (Le Pain Blanc, 1941), Refaire la nuit (Les Cahiers de l’École de Rochefort, 1943), Arguments (Laffont, 1944) et Le Sang du ciel (Seghers, 1944).
En août 1944, Jean Rousselot participe aux combats pour la libération d’Orléans et est nommé commissaire central par la Résistance, ce qui lui donne la responsabilité de cinq départements de la région. À la Libération, il est nommé à Paris chef de cabinet du directeur adjoint de la Sûreté nationale. Il adhère au Comité national des écrivains.

### Le poète à hauteur d'homme
En 1946, le poète, tout auréolé de son action de poète et de résistant (on lui décerne la médaille des Forces françaises libres, le titre de chevalier de la Légion d’honneur et celui d’officier de l’ordre national du Mérite ; il est, plus tard, nommé commandeur de l’ordre des Arts et des Lettres), Jean Rousselot démissionne de la Sûreté nationale et décide de vivre de sa plume. Il devient un infatigable défenseur de la poésie, des poètes, de la liberté, et l’un des plus grands critiques de sa génération. De 1946 à 1973, il publie trente plaquettes ou volumes de poèmes : La Mansarde (Jeanne Saintier, 1946), Il n’y a pas d’exil (Seghers, 1954), Agrégation du temps (Seghers, 1957), Maille à partir (Seghers, 1961), Hors d’eau (Chambelland, 1968), Du même au même (Rougerie, 1973) et Les Moyens d’existence, œuvre poétique 1934-1974 (Seghers, 1974). Sur la quatrième de couverture, Georges Mounin écrit : « Cet homme ne s’est jamais endormi sur l’oreiller la littérature. Plus le succès se confirmait, plus l’inquiétude grandissait. C’était une inquiétude exacte, sans absolument rien de pathologique. »
Jean Rousselot donne également une vingtaine de pièces pour la radio et traduit ou adapte de nombreux poètes du hongrois (Gyula Illyés, Ferenc Szenta, Attila József, Imre Madách, Sándor Petőfi) et de l’anglais (William Shakespeare, William Blake, Edgar Allan Poe...) vers le français, notamment pour Anthologie de la poésie hongroise du XIIe siècle à nos jours (Le Seuil, 1962), réalisé par son ami Ladislas Gara. Il écrit une vingtaine d’essais remarquables, notamment sur Max Jacob, Oscar Vladislas de Lubicz-Milosz, Paul Verlaine, Tristan Corbière, Pierre Reverdy, Edgar Allan Poe, Blaise Cendrars, Maurice Fombeure, Attila József, Orlando Pelayo, William Blake, Jean Cassou, Agrippa d'Aubigné, Victor Hugo, Albert Ayguesparse, etc. ; six recueils de contes et nouvelles, de Les Ballons (Feuillets de l’Ilot, 1938) à Désespérantes Hespérides (Amiot-Lenganey, 1993) ; huit ouvrages d’histoire, ou vies romancées, sur Diane de Poitiers, Chopin, La Fayette, Liszt, Gengis Khan, Wagner, Berlioz et Victor Hugo ; onze romans, dont La Proie et l’ombre (Laffont, 1945), Si tu veux voir les étoiles (Julliard, 1948), Une fleur de sang (Albin Michel, 1955), Un train en cache un autre (Albin Michel, 1964) et Pension de famille (Belfond, 1983).
Fidèle à ses engagements et à ses origines, Jean Rousselot se querelle en 1956 avec Louis Aragon et le Comité national des écrivains : il dénonce l’imposture et les crimes staliniens, et manifeste publiquement sa solidarité avec la Révolution hongroise de 1956. Il séjourne à Budapest, avec Tristan Tzara et son ami le grand poète hongrois Gyula Illyés quelques jours avant l’éclatement de l’insurrection, le 23 octobre 1956.
Parallèlement, il continue à mener de front son travail de poète, d’écrivain et de critique. En 1971, il devient président de la Société des gens de lettres. La création d’un régime de sécurité sociale pour les auteurs lui doit beaucoup.
En 1975, Jean Rousselot participe à la refondation de l’académie Mallarmé (en sommeil depuis 1951), avec Denys-Paul Bouloc, Michel Manoll, Marcel Béalu, Edmond Humeau et Eugène Guillevic, qui en devient le premier président. L’académie Mallarmé est à ses yeux une défense de la poésie.
Quatorze recueils font suite à l’œuvre charnière qu'est l’anthologie de poèmes Les Moyens d’existence, dont Les Mystères d’Eleusis (Belfond, 1979), Où puisse encore tomber la pluie (Belfond, 1982), Pour ne pas oublier d’être (Belfond, 1990), Conjugaisons conjurations (Sud-Poésie, 1990), Le spectacle continue (La Bartavelle, 1992), Un clapotis de Solfatare (Rougerie, 1994) ou Sur parole (La Bartavelle, 1995). Un important choix de poèmes de Jean Rousselot paraît chez Rougerie en 1997 sous le titre Poèmes choisis, 1975-1996, donnant un choix représentatif de son œuvre poétique.
Ainsi, le premier versant de cette œuvre résumée par l’anthologie Les Moyens d’existence chante l’homme dans sa vérité nue, son espoir, son désarroi. Le second versant que symbolisent Poèmes choisis, sans renoncer aux valeurs profondes et au lyrisme du poète, s’oriente encore davantage vers une incessante recherche sur le langage et la nature de l’opération métaphorique, à la base de toute écriture.
Définissant son art poétique, Jean Rousselot écrit : « Le poème est une prise de conscience des pouvoirs du poète sur le temps, qu'il arrête, les sentiments qu'il rend à leur nature sublime, sur le réel, qu'il perce, transmue, déplace, pour en montrer l'essence et la pérennité ». L'homme comme le poète est fait de paroles, de mouvements et d'engagements dans son temps, mais avec exigence : « Me paraît bon (en poésie) ce qui m'apporte une vision neuve du monde, ce qui « force » la mienne ou m'aide à la préciser. Encore faut-il qu'il y ait sûreté, beauté, sinon nouveauté d'expression. Tout ce qui est « fabriqué » me hérisse, même si c'est joli. Pas de bibelots chez moi ».
Jean Rousselot meurt dans sa quatre-vingt onzième année, le dimanche 23 mai 2004. Il est enterré le vendredi 28 mai au cimetière du Pecq.
Yvelinois d'adoption, le Poitevin Jean Rousselot vivait depuis 1955 à L'Étang-la-Ville. Il a inauguré le 14 février 2002, à Guyancourt, la Maison de la poésie de Saint-Quentin-en-Yvelines et, située juste à côté, la médiathèque qui porte son nom. Une rue de Poitiers porte également son nom.

## Prix et distinctions
Prix,
- [1952] Prix Henri-Dumarest de l'Académie française[10] ;
- [1966] Prix Antoine-Girard de l'Académie française pour l'ensemble de son œuvre[10] ;
- [s.d.]  Grand prix de l'Académie française pour l'ensemble de son œuvre ;
- [s.d.]  Grand prix littéraire de la Ville de Paris pour son œuvre poétique ;
- [1999] Grand prix de poésie de la SGDL pour l'ensemble de son œuvre.

Décorations,
- [1962]  Chevalier de la Légion d'honneur[11] ;
- [s.d.]  Officier de l'ordre national du Mérite ;
- [s.d.]  Commandeur de l'ordre des Arts et des Lettres ;
- [s.d.]  Médaille commémorative des services volontaires dans la France libre.

## Publications

### Poésie
- Poèmes, Talence, Les Cahiers de la Jeunesse, 1934.
- Pour ne pas mourir, les feuillets de sagesse, 1934.
- Emploi du temps, La Hune, 1934.
- Journal, Debresse, 1937.
- Le Goût du pain, La Hune, 1937.
- L'homme est au milieu du monde, Alger, Fontaine 1940.
- Instances, Cahiers de Rochefort, 1941.
- Le poète restitué, Le Pain Blanc, 1941.
- Refaire la nuit, avec une préface de Robert Kanters, Cahiers de Rochefort 1943.
- Arguments pour l'emploi du temps, Paris, Robert Laffont, 1944 (réédition Éd. de l'Arbre).
- Le sang du ciel, Paris, Éd. Seghers, 1944.
- Toujours d'ici, R. P. R, 1946.
- La Mansarde, Jeanne Saintier, 1946.
- Odes à quelques-uns, Le Méridien, 1948.
- L'homme en proie, avec un dessin de Roger Toulouse, Les Lettres, 1949.
- Vieux thèmes, avec une gravure de Roger Toulouse, P-A Benoît, 1949.
- Deux poèmes, Le Cormier, Bruxelles, 1950.
- Le Cœur bronzé, Éd. Seghers, 1950.
- Les Moyens d'existence, Éditions Rougerie, 1950.
- Décombres, Cahiers de Rochefort, 1952.
- Le pain se fait la nuit, Simoun, Oran, 1954.
- Il n'y a pas d'exil, Seghers, 1954.
- Je n'y puis rien changer, Cahiers deL'Orphéon, 1955.
- Le Temps d'une cuisson d'orties, Éditions Rougerie, 1955.
- Étranges pénitents, Éditions Rougerie, 1958.
- Le premier mot fut le premier éclair, Seghers, 1959.
- Agrégation du temps, Seghers, 1957.
- Maille à parti, Seghers, 1961.
- Distances, Chambelland, 1963.
- Route du silence, Chambelland, 1965.
- Amibe ou le char d’Élie, Rougerie, 1965.
- L’Étang, Caractères, 1967.
- Lettres à quelqu'un, Cahiers de Malte, 1968.
- Hors d'eau, Chambelland, 1968.
- Plus haut volant, Caractères, 1969.
- Des droits sur la Colchide, Chambelland, 1970.
- Sous le poids du Vif, Cercle de Bonaguil, 1972.
- A qui parle de vie, coll. « Petite sirène », Les Éditeurs français réunis, 1972.
- Dormance, Le Bouquet, 1973.
- Du même au même, Paris, Éd. Rougerie, 1973.
- Pour un bestiaire, Jean-Jacques Sergent, 1975.
- Au propre, Périples, 1975.
- Proses à mémoire, Rougerie, 1976.
- Les moyens d'existence, anthologie, Paris, Éd. Seghers, 1976.
- Petits poèmes pour cœurs pas cuits, Saint-Germain des Prés, 1976.
- Des Pierres, Rougerie, 1979.
- Les Mystères d’Éleusis, Paris, Éd. Belfond, 1979.
- Le Chemin des Dames, enrichi de 3 gravures de Daniel du Janerand, Éditions Rougerie, 1980.
- Où puisse encore tomber la pluie, Belfond, 1982.
- L'homme vieillit par mégarde, Qui Vive, 1982.
- Ici et maintenant, Éd. Pessin, 1982.
- Il y aura des fois, L’École, 1984.
- Il, Éd. Le Pavé, Caen, 1985.
- Déchants, Paris, Éd. Sud / Poésie, 1985.
- Les monstres familiers, Rougerie, 1986.
- Mots d'excuse, Hautécriture, 1989.
- Pour ne pas oublier d'être, Paris, Éd. Belfond, 1990.
- Conjugaisons-conjurations, Sud, 1990.
- En cas, Motus, 1991.
- Le spectacle continue, Paris, Éd. La Bartavelle, 1992.
- Traces, mini-anthologie, L'Osier Blanc, 1993.
- Sur paroles, La Bartavelle, 1995.
- Lignes, Les arts du pont, 1996.
- Poèmes choisis, 1975-1996, Rougerie, 1997.
- Mémoires de l'anamorphose, Thierry Lambert, 1997.
- Du blé de poésie, Le Dé Bleu, 1997.
- D'après peinture, Rafael de Surtis, 1999.
- Passible de..., Autres Temps, 1999.
- Dans les filets du réveil, E. C. Éditions, 1999.
- Tiens bon la rampe !, Le Dé Bleu, 2001.
- Pommes de lune, illustrations de Mireille Vautier, Rue du monde, 2001.
- Est resté ce qu'il a pu, Autres Temps, 2002.
- Avant l’indispensable nuit, préface de François Huglo, Sac à mots éditions, 2009.

### Romans
- La proie et l'ombre, Paris, Éd. Robert Laffont, 1945.
- Pas même la mort, Laffont, 1946.
- Si tu veux voir les étoiles, Julliard, 1948.
- Les papiers, Le Globe, 1951 (Albin Michel, 1955).
- Une fleur de sang, Paris, Éd. Albin Michel, 1995 (Prix Del Duca).
- Le Luxe des pauvres, Albin Michel, 1956.
- Un train en cache un autre, Albin Michel, 1964.
- Une pie sur un tambour, Albin Michel, 1980.
- Pension de famille, Paris, Éd. Belfond, 1983.

### Contes et nouvelles
- Les ballons, Feuillets de l'Ilot, 1983.
- Le retour de la joie, Le Méridien, 1949.
- Le Chant du cygne, Rougerie, 1953.
- Les Heureux de la terre, Albin Michel, 1957.
- L'engrenage, France-Empire, 1976.
- Désespérantes Hespérides, Amiot-Lenganey, 1992.

### Biographies romancées
- Diane de Poitiers, Intercontinentale du Livre, 1956.
- Chopin, Intercontinentale du Livre, 1957.
- La vie passionnée de La Fayette, Intercontinentale du Livre / Éds. Gérard & Co, 1957.
- Liszt, Intercontinentale du Livre, 1958.
- Gengis Khan, La Table Ronde, 1959.
- Wagner, Seghers, 1960.
- Berlioz, Seghers, 1962.
- Le Roman de Victor Hugo, Éditions du Sud, 1962.

### Essais, critiques
- Max Jacob, l'homme qui faisait penser à Dieu, Laffont, 1946.
- Oscar Vladislas de Lubicz-Milosz, Poètes d'aujourd'hui, Seghers, no 17, 1949, nouvelle version en 1972.
- Tristan Corbière, Poètes d'aujourd'hui, Seghers, no 23, 1951.
- Pierre Reverdy, Poètes d'aujourd'hui, Seghers, no 25 1951, en collaboration avec Michel Manoll.
- Panorama critique des nouveaux poètes français, Seghers, 1952.
- Edgar Allan Poe, Poètes d'aujourd'hui, Seghers, no 39, 1953.
- Blaise Cendrars, Éditions universitaires, 1955.
- Maurice Fombeure, Poètes d'aujourd'hui, Seghers, no 57, 1957.
- Attila József, Nouveaux Cahiers de Jeunesse, 1958.
- Orlando Pelayo, Éditions Cailler, Genève, 1959, 38 p. et 12 planches.
- Dictionnaire de la Poésie Française contemporaine, 1962.
- La Sicile, Rencontres, 1963.
- William Blake, Poètes d'aujourd'hui, Seghers, no 118, 1964.
- Agrippa d'Aubigné, Seghers, coll. Écrivains d'hier et d'aujourd'hui, no 25, 1966.
- La femme dans l'Art, Paris, Éd. Productions de Paris, 1966.
- Mort ou survie du Langage, Bruxelles, Éd. Sodi, 1969.
- Dictionnaire de la Poésie française contemporaine, Larousse, 1968.
- Histoire de la poésie française, PUF, coll. « Que sais-je ? », 1976.
- Victor Hugo avec nous, Michel Dansel éditeur, 1984.

### Fonds d'archives
- Fonds : Répertoire numérique Jean Rousselot (1882-2014) [Papier manuscrit et imprimé, photographies et documents multimédias ; 1 mètre linéaire].  Cote : ROU A-E. Poitiers : Médiathèque François-Mitterrand (d) / FranceArchives (d) (présentation en ligne).
- Fonds : Répertoire littéraire de Jean Rousselot (1935-2006) [Manuscrits, photographies, dessins et correspondances ; 1,2 mètre linéaire].  Cote : R 231 000. Angers : bibliothèque universitaire d'Angers (d) / Calames ([PDF] présentation en ligne, lire en ligne).